# Meisterchor
Der Titel Meisterchor ist eine Auszeichnung für Mitgliedschöre des Deutschen Chorverbandes, die das Reglement des verbandsinternen Leistungssingens erfolgreich durchlaufen haben. Er wird auf fünf Jahre verliehen.
Der Titel Meisterchor steht am Ende eines dreistufigen Verfahrens. Beim Meisterchorsingen in der dritten Stufe trägt der teilnehmende Chor ein homophones Volkslied, ein durchkomponiertes Volkslied, einen Wahlchor sowie ein Wahlpflichtchorwerk vor. Der Titel wird errungen, wenn mindestens ein Volkslied und ein Chorwerk mit sehr gut und die beiden anderen Werke mit wenigstens gut bewertet werden. Die Bewertung erfolgt nach einem Punktesystem. 25 bis 21 Punkte bedeuten sehr gut, 20 bis 16 Punkte gut. Bewertet wird durch eine aus mehreren Personen bestehende Jury. Kriterien der Bewertung sind u. a. Intonation, Tonreinheit, Aussprache, Dynamik, Auffassung und künstlerische Gestaltung der vorgetragenen Werke.